# کرنوبیو
کرنوبیو (به ایتالیایی: Cernobbio) یک کومونه در ایتالیا است که در استان کومو واقع شده‌است.

## خصوصیات
کرنوبیو ۱۱٫۷ کیلومترمربع مساحت و ۷٬۰۵۹ نفر جمعیت دارد و ۲۰۲ متر بالاتر از سطح دریا واقع شده‌است.